# 青二塾
青二塾（あおにじゅく）は、1982年に開校された声優事務所青二プロダクションの附属養成所。

## 概要
青二塾は、安直な声優養成所が乱立して声優が粗製濫造されるという危機感の中から、青二プロが自分たちの後継者を自ら育成しようと設立された。声優養成所ではなく、声優である前にまず俳優を育成するというのがポリシーである。そのため入塾試験の内容は非常にハイレベルな内容であるなど、数ある声優養成所の中でも特に厳しい教育が行われている。東京都港区西麻布にある「東京校」と、大阪府大阪市淀川区西中島にある「大阪校」の2校ある（2019年に東京校は武蔵野市吉祥寺から移転）。
東京校は1982年9月に開校した。「東京校1部」は、教育期間は1年間で週5回のレッスン。かつては年2度の受講生募集をしていたが、現在は年1度の募集になっている。1992年までは中卒や現役の高校生でも入塾試験さえ合格すれば入塾を認めていたが、中卒および現役の高校生の入塾者で青二プロの正所属になれた者が一人も出なかったため、1993年より入塾試験の資格を改定し、最低学歴は高卒以上が入塾資格となっている。入塾試験の内容は、ペーパーテスト、国語力・読解力テスト、寸劇、朗読など。
「東京校2部」は、教育期間は2年間で週3回夜間のレッスン。高卒以上が入塾資格となっている。この2部制度は1998年から始まり、前身である「日曜生」を改組したものである。かつてあった日曜生は大学、短大、専門学校などに通う学生や、会社員・フリーターなどの社会人が、曜日や時間的に青二塾東京校の本科（現・1部）に通うのが困難であることから、そのような立場の人に門戸を開くために設置された「別科」であった。教育期間は1年間で、週1回の日曜だけのレッスンだったため高校生でも入塾することができた。ただし、日曜日のみの教育では質・量ともに本科と教育上の格差が生じることから教育期間修了後の青二プロへのオーディション受験資格はなかったため、多くの者は教育期間終了後に改めて本科に入塾した。
大阪校は1983年4月に開校。教育期間は2年間で週2回のレッスン。高卒以上が入塾資格となっている。2009年までは中卒や現役の高校生でも入塾可能だった。
授業では声優に特化したレッスンは行われておらず、日本舞踊、モダンバレエなどを学んだり、発声訓練、腹筋運動、演技の基礎など俳優とほぼ同じ訓練を積む。卒業公演を終えて青二塾を卒塾し、マイクテストと筆記試験と卒業公演の評価に基づいたオーディションに合格した者だけがジュニア（仮所属・研修生）として青二プロに入る。ジュニアに選ばれるのは1998年時点では多くても1割程度で、2年間あるいは3年間活動する。その期間の実績を査定した上で認められた者だけが準所属になれるが、1988年時点では準所属になれるのは年間で3人から4人程度。そして期間の定めはなく更に実績を上げることができたとのマネージャーの判断や仕事の実績に基づいて正所属（正式にマネジメント契約を締結する）になるという流れになっている。青二塾に入塾した塾生の中から後に青二プロの正所属になれる者はほんのわずかだという。

## 塾長

### 東京校
- 久松保夫（1982年4月 - 6月死去）[4]
- 久保進（青二プロ代表取締役兼任、1983年9月 - 1984年3月）[4]
- 北川米彦（1984年4月 - 2018年3月）[4][5]
- 古市利雄（塾長代行（青二プロ代表取締役兼任）、2018年4月 - 2019年3月）[5]
- 古川登志夫（2019年4月 - ）[6]

### 大阪校
- 関真吾（1983年4月 - ）[7]

### 名誉塾長
- 北川米彦（2018年4月 - ）

## 青二塾出身の声優
青二プロに籍を置いている声優、あるいは置いていたことがある声優を掲載。
太字は現在でも籍を置いている声優

### 東京校出身者
1部
- 1期：中島千里、関口和孝、木下由美
- 2期：佐藤智恵、柴田由美子、荘真由美、石澤美華
- 3期：
- 4期：佐藤佑暉、摩味、山野さと子
- 5期：梁田清之
- 6期：掛川裕彦、川津泰彦、草尾毅、浦和めぐみ、杉本沙織、関根明子、冬馬由美[8]、丸尾知子、芳野日向子
- 7期：中尾みち雄
- 8期：緑川光、遠藤みやこ、久川綾
- 9期：小林俊夫、嶋方淳子
- 10期：太田真一郎、沼田祐介、國府田マリ子、鈴木渢、原亜弥
- 11期：麻生智久、江川央生、住友優子、永澤菜教
- 12期：石川英郎、幸野善之、阪口大助、山田真一、緒方恵美、笠原留美、佐藤麻子 、安達まり
- 13期：私市淳、土門仁、中山さら、西川宏美、柳瀬なつみ
- 14期：稲田徹、今村直樹、神谷浩史、増谷康紀、大本眞基子、鈴木麻里子、丹下桜、豊嶋真千子、八木田真樹、米本千珠
- 15期：桑島法子、藤咲かおり、古山あゆみ
- 16期：野島健児、堀江一眞、保村真、二木静美、根橋美絵子、藤巻恵理子、藤野とも子、満仲由紀子、御崎朱美
- 17期：戸北宗寛、岡本ナミ、高橋千晶、角田早穂、藤田さゆり
- 18期：菅沼久義、立花慎之介、三浦祥朗、龍谷修武、有島モユ、井上富美子、岩崎陽子、大谷美紀、川口宰曜子、木村愛、土屋実紀、山下綾
- 19期：田中大文、服巻浩司、平井啓二、山本圭一郎、神田朱未、高梁碧、立野香菜子、永井真衣、町井美紀、柳井久代
- 20期：大沼誉、佐藤朱、戸田真衣子
- 21期：高橋裕吾、本田健大郎、斉藤貴美子、野中藍、広津佑希子
- 22期：大塚将広、金子英彦、大村香奈子、斉木美帆、沼澤僚子、望月三有
- 23期：下妻由幸、根本幸多、森岳志、白土麻子、高橋みゆき、吉倉万里
- 24期：小倉直寛、高橋剛、松島広明、吉崎亮太、相沢舞、岩本良美、大河内雅子、板東愛
- 25期：粕谷雄太、鈴木賢、安西英美、庄司宇芽香、藤森千恵
- 26期：坂熊孝彦、日置秀馬、鎌田久美子、田上あゆみ
- 27期：宮坂俊蔵、宮崎寛務、小室洋子、種市藍、柳迫愛実
- 28期：会一太郎、大石達也、砥出恵太、丸山徹、武中宇紗貴、谷みなみ、谷下由佳、冨岡美沙子、平尾明香、丸山未沙希、八木陽香
- 29期：石井裕大、角田雄二郎、島﨑信長、西銘宏太、稲原春香、奥田彩、金子未来、高木麻友、津田美波、星ありさ、南山裕希、山下綾子
- 30期：岡澤由樹、尾崎裕紀、沼尻輝篤、米田司、井川智美、笠原香織、外川大花、牧野円香
- 31期：阿座上洋平、岡村泰晃、小川慎太郎、岩井香久也、岩崎美紀、財津慶子、髙野知栄子
- 32期：酒井凜太朗、鈴木大亮、関根貴志、半田裕典、一木千洋、神山裕紀、原田薫、松井桃子
- 33期：川越貴暁、堀曜宏、新井美羽、下地紫野、中田麗央奈、中村優里、吉原綾希子
- 34期：斉藤直紀、中井亮、高幸、持丸裕太、上沼都子、小畠つかさ、三井彩
- 35期：今井浩平、五味洸一、松澤光星、喜多さやか、権田レイカ、平沢恵水、星あゆみ、横山由梨、れいみ
- 36期：池田周大、城岡祐介、戸松拳也、 新田大空、水田雅哉、鶴田真希、冨安結、真柳亜理沙、村瀬敦美
- 37期：今川柊稀、木内嶺男、竹田海渡、大久保舞子、小平桃歌、影山優亜、眞島ちはる、元嶋亜由美、森はるか
- 40期：日向朔公、藤澤奨、上杉華子、篠塚理子
- 41期：井上貴太、春日さくら、真仲莉央
- 42期：水森拓海、岩戸華帆、水希凜
- 43期：末安廣平、横山冬悟、小橋美憂
- 44期：髙木彰良

2部
- 1期：金田朋子、小松由佳
- 2期：梶原彰、馬場圭介、石塚小々呂、吉原ナツキ
- 3期：鎌田梢
- 4期：加藤健、高松由香
- 5期：柴崎幸一、大越多佳子、渡辺美佐子
- 6期：日月貴子
- 7期：小林弥生
- 8期：松尾誠、石黒千尋、坂井麻美
- 9期：佐山知範、湯浅剛士、伊藤マリ江、上田直子
- 10期：河本祐子、渡辺未来
- 11期：堀井真人、天野亜希子、平良亜弓、中山枝里香
- 12期：佐川理、笹井雄吾、平出朋子
- 13期：川上晃二、中本鉄也
- 14期：荒谷公亮、増尾興佑、森下由樹子、ゆうか
- 15期：佐々木研輔、田中遼、田中裕乃
- 16期：服部想之介、木村優希、増田歩未、丸山恵
- 17期：荻原美里、天いずみ、結城めぐ、吉岡夏希
- 18期：早川愛乃

### 大阪校出身者
- 1期：小野坂昌也
- 2期：田中一成、中友子
- 3期：里内信夫、萩森侚子
- 4期：吉水孝宏、小山裕香
- 5期：中村尚子、山崎和佳奈
- 6期：置鮎龍太郎、井上美紀、南場千絵子
- 7期：住友七絵
- 8期：永島由子、新山志保
- 9期：宇和川恵美、野田順子
- 10期：青山美帆、溝上真紀子
- 11期：井上隆之、中井和哉[9]、小田美智子、前田愛、前田このみ、前田ちあき
- 12期：高塚正也、西脇保、渡辺武彦、小松里歌、疋田由香里
- 13期：福山潤、村上陽、西田裕美
- 14期：滝下毅、徳山靖彦、新千恵子、安田美和、吉竹範子
- 15期：笹田貴之、陰山真寿美、進藤尚美、田中真知子、松岡美佳、山下亜矢香
- 16期：大島将哉、広橋涼、竹田佳央里、矢ノ川陽子、那口亜希子
- 17期：下村基治、高崎拓郎、藤原勝也、北川春香、佐々木亜紀、塩山由佳、鹿野潤、新谷嘉代
- 18期：中尾良平、白石涼子、西野陽子、前田沙耶香
- 19期：松村幸洋、武井愛果、山下絵里香
- 20期：金光祥浩、辰浦亮、寺本勲、松本考平、辰巳千佐子、中西悠、西尾尚子、吉川未来
- 21期：安井絵里、山口繭
- 22期：松村和哉、草壁麻衣、外村茉莉子、冨田早矢香、西川真美、平尾陽子、前田綾乃
- 23期：池辺久美子、伊藤のりこ、佐々木愛、島田知美、藤澤泰葉
- 24期：畝見裕一、村上京、小寺貴子、坂井美咲、土江清香、中川智美、西村麻弥、箱田奈央子、松永真依、三根真希子
- 25期：神島正和、谷間聖司、松田裕生、植村友美、大畑和世、金子有希、北嶋未子、沼田沙希、槙原江望
- 26期：大渕和洋、金本涼輔、松本大督、西村詩穂子、前田綾香、美馬利恵子、村中由、山中まどか
- 27期：高平晃二郎、西村辰也、金香里、寺前友理恵、寺西智美、森宗春佳
- 28期：大空直美、川田幸、田中栄理奈、長久友紀、羽瀬絵里奈、森田絢子、柳原利香、山口友里
- 29期：先川時禎、平賀久輝、石田容子、井上詩央里、栫知里、神鳥美緒、林沙紀、二上文香、宮永朋実
- 30期：秋山幸輝、奥畑幸典、中岡宏紀、上田瞳、小池菜摘
- 31期：海江田航平、佐々千春、寺西裕汰、林雅貴、宮川卓也、井上里奈、大森加奈女、桑野未緒、堂馬冴子、渡部萌
- 32期：小野将夢、新川弘之、内海安希子、榎谷早耶香、久下知秋、香里有佐、松嶋千恵莉、松本明香里、森田真衣
- 33期：國金慎太郎、辻涼相、野村祐士、奥田伊津帆、正埜数実、田中沙耶、延原真実子、吉岡温美、吉村英里子
- 34期：田中啓太郎、西村俊樹、岡本彩夏、阪本久瑠実、椿佑子、古里紗希、松嶌杏実、三好さつき、森本千尋
- 35期：石川拓也、髙田哲樹、井上寧子、倉木理帆、寺田瑞希、新田晏菜、福井爽香

### 青二塾出身以外の声優の所属について
青二プロダクションへの所属は基本的に青二塾での教育を受けた後、オーディションを経て所属という形となるのが原則である。ただし、既に芸能活動が長い者などはプロとして成り立っているとの解釈から青二塾を経る必要は無く、面接や実技試験に合格すれば即所属となる（事例多数）。
芸歴が短い者は所属（ジュニア）と同時に本人の希望で青二塾へ入塾する場合もある。短い芸歴で青二塾での教育を介さずに所属に至った者としては岡本麻見・鈴木麗子・西口有香・落合福嗣などがいる。